# Заворсклянська сільська рада
Заворсклянська сільська рада — колишній орган місцевого самоврядування у Полтавському районі Полтавської області з центром у селі Заворскло.

## Населені пункти
Сільраді були підпорядковані населені пункти:
- c. Заворскло
- с. Ватажкове
- с. Головач
- с. Лукищина
- с. Минівка
- с. Портнівка